# Hùng Chân
Hùng Chân là một xã thuộc tỉnh Nghệ An, Việt Nam. Xã được hình thành trên cơ sở sáp nhập các xã Châu Hoàn, Châu Phong và Diên Lãm của huyện Quỳ Châu trong đợt Sáp nhập tỉnh thành Việt Nam 2025.

## Địa lý
Xã Hùng Chân có vị trí địa lý:
- Phía Đông giáp xã Quỳ Châu
- Phía Nam giáp xã Bình Chuẩn và xã Châu Hồng
- Phía Tây giáp xã Mường Quàng và xã Yên Hòa
- Phía Bắc giáp xã Châu Tiến và xã Mường Quàng

Xã Hùng Chân có diện tích tự nhiên 351,87 km2.

## Hành chính và tên gọi
Xã Hùng Chân được thành lập theo Nghị quyết số 1678/NQ-UBTVQH15 của Ủy ban Thường vụ Quốc hội Việt Nam, ban hành ngày 16 tháng 6 năm 2025. Theo đó, sắp xếp toàn bộ diện tích tự nhiên, quy mô dân số của các xã Châu Hoàn, Châu Phong và Diên Lãm thuộc huyện Quỳ Châu trước đây thành một xã mới có tên gọi là xã Hùng Chân.
Sau sắp xếp xã có diện tích tự nhiên: 351,87 km2, quy mô dân số: 12.664 người.